# 周孝正
周孝正（1947年7月15日—），中国社会学家、历史学者。原中国人民大学教授。

## 生平

### 早年经历
1947年7月生于北平（今北京）。1966年高中毕业于北京四中，“老三届”毕业生。毕业后上山下乡，赴中国人民解放军沈阳军区黑龙江生产建设兵团工作。1977-1981年，就读于北京师范学院（今首都师范大学）物理系。

### 职业生涯
1988-2007年，在中国人民大学法律社会学任教，同时担任中国人民大学法律社会学研究所所长与中国人民大学国际关系学院外交系主任。主要讲授“当今中国社会与社会问题”和“人口社会学”。他言說風格犀利幽默，闡述人口問題、貧富差距等社會矛盾洞察獨到，有「京城名嘴」之稱。
兼任中央电视台、凤凰卫视、北京电视台等电视台特约评论员，央视国际频道、中央广播电视台直播嘉宾。

### 退休生活
2007年开始退休生活。
在2008年由人民日报社网络中心（人民网）主办的“回顾与展望·改革开放30年中国环保事业”高峰论坛中，周孝正发表演讲称“我们的发展应该是以人为本，人的本是什么？生命权。人权最关键的就是生命权。生命权后面就是三件事：第一，新鲜的空气、第二清洁的饮水，第三安全的食品。可是我们这三件事全出了毛病。”
在2009年接受新华社的国际先驱导报记者采访时，周孝正指出“中国现在的贫富差距和经济发展模式，使得中国有走向‘拉美化’的危险，突破极限后就是阶级斗争和革命。”周孝正表示，不管怎么发展，各级政府都不能忘了社会主义的本质和根本目的。如果偏离社会主义的轨道，改革肯定要失败。“不患寡，而患不均”这句曾经被贬为“平均主义”的古训，在贫富差距严重的今天显得格外有意义，它不表示财富的平均化，而是要求分配格局的合理、公平、公正。
2010年10月，有微博消息称周孝正被校方停课，引发舆论关注；但是后来校方和周孝正均在记者的采访中予以澄清。周孝正在电话中表示，“没有听说停课的事情”。他还解释说，自己今年63岁，已从学校退休，属学院返聘教授。
在2014年由凤凰公益频道、安平公共传播公益基金联合主办的“正益论”沙龙活动第二期《十面“霾”伏，你行动了吗？》中，周孝正发表演讲称“雾霾肯定是人祸，不是天灾”、“发展观出了问题”。
2016年，中国媒体上出现了一篇题为《何为“周孝正现象”》的文章，公开点名包括他在内的几位中国体制内学者，称他们吃体制的饭，砸体制的锅，“世上只有流氓无赖和白眼狼才干得出来这样的事”。
自2017年起，中国境内外互联网的一些媒体、博客和论坛等陆续流出名为《周孝正喝茶记》的文章。文中表示周孝正是市级管控对象，因户口迁移，管控者变成了其现住区的某区国保。“为了加深对我的了解，以便加强对我的管控，他们约我喝茶。”文章称两个警察主要和周孝正探讨了关于民主宪政问题的看法，之后便离开了。

### 移居美国
2017年10月，有网传消息称周孝正已经移民美国，周孝正在接受媒体采访时予以澄清，称“2016年办理了一个美国十年签证。我的就是2016年到2026年，网上有人说我移民那是瞎传。”2018年移居美国弗吉尼亚州。
移居美国后，周孝正开办自媒体时评节目并多次接受媒体采访，点名中共党魁习近平“小学没毕业，知识结构有严重漏洞，需要补课。”不过，他也表示自己并不“反党”，“党说得对的，我们支持，不对的，我们当然要批评。”
周孝正在2019年12月接受Hi5 第一頻道（YouTube）专访时表示自己从来没被喝过茶，“写《周孝正喝茶记》的是冒我的名字写的”。“事儿没有，其中的话也不是我说的”，但认为文中的观点是对的。周孝正表示自己一直没有想过移民美国、目前仍然是旅游签证，但正在申请绿卡以成为永久居民。
自2021年1月末起，中国境内外互联网的开始出现名为《大选让我睁开眼睛》的文章，在许多论坛、博客转载时被标记为周孝正所书。文中表示经过此次美国大选，改变了作者之前对美国政治制度的看法。周孝正于2021年3月8日作出回应：该文章不是自己写的，自己通常是“述而不作“，”基本不写”文章，并对文章内容进行了解读和评论：自己和文中观点不同，认为部分内容是从一个极端走向另一个极端，且言过其实。例如自己虽然认为美国政体有其优势，但是从来没有认为“美国的选举是神圣的”；但确实认为推特封禁川普账号等是一种倒退。
2021年12月28日，周孝正接到人大校办电话通知开除处分。处分已于12月17日正式生效。周孝正收到中國人民大學正式開除的口頭通知，成為因批評內地時局而受到懲罰的又一名知識分子。周孝正相信此前被內地網絡封殺以及這次被開除和他到美國後持續在網上發聲有關。周孝正表示，自己不會後悔，人就是要說話，不管說得對不對，言論自由，表達權利，這是基本人權。「我以前說，我今天說，我以後還得說」，「我再說十年，我今年74、75，我說到85，最多最多說到95」，並稱「這是我的尊嚴，我的基本人權。」 

## 思想观点

### 计划生育
在接受法国国际广播电台关于计划生育的采访时，周孝正表示“我们反对的是一胎化或叫独生子女这个政策，并不反对计划生育”、“计划生育是对的，但计划的主体是这对夫妻，而不是政府你说怎么生。要是反客为主，就变成荒唐了。”

### 六四事件
在接受美国之音中文网采访时，周孝正谈到六四事件：六月三号晚上，六四早晨，车就进来了，坦克车、装甲车还有军队，手握自动武器。到了大概是半宿就听到啪啪，开枪了。（当时的感受是）应验了。不是中国的悲剧，（是）人类的悲剧终于发生了。解放军真杀人啊，大约杀了不到一千，打伤大概五千多。
在接受德国明镜电视专访时，周孝正谈及该事件的历史教训，提出“充分地认识过去，我们可以弄清现状，深刻地认识过去的意义，我们可以揭示未来，向后看就是向前进”、“六四本质是街头政治，中共不镇压也不会成功”、“六四就是贪官和刁民的恶性互动”等观点。在接受自媒体周周侃采访时，周孝正表示“学运打断了邓小平的民主改革”。

## 部分作品
- 《二十一世纪的中国人口和优生》，1989
- 《发展优生，提高人口素质》，1989
- 《人口素质是我国人口问题的关键》，1989
- 《论人口素质的逆淘汰》，2001
- 《政府应为社会公正撑腰》，2005
- 《构建老百姓的精神家园》，2006
- 《忠诚不存在弹性》，2006
- 《中国如何走向公民社会》，2009
- 《寻找精神信仰，创造一种文化》，2011
- 《生态指标应引入官员评价体系》，2012
- 《解决诚信问题必须“上下互动”》，2012

## 自媒體
- YouTube節目《文明客廳》[23]。该频道创建于2021年7月4日，一周年订阅量为9.92万。

## 外部連結
- YouTube上的文明客厅周孝正頻道